# Ptychopseustis ictericalis
Ptychopseustis ictericalis is een vlinder van de familie van de grasmotten (Crambidae), uit de onderfamilie van de Glaphyriinae. De wetenschappelijke naam van deze soort is voor het eerst voorgesteld als Scoparia ictericalis door Charles Swinhoe in een publicatie uit 1885.
De soort komt voor in Saoedi-Arabië, India en Mozambique.